# HD163530
HD163530 — хімічно пекулярна зоря спектрального класу
A9 й має видиму зоряну величину в смузі V приблизно  8,2.